# Joe Gacy
Joseph Ruby (Franklinville, Nueva Jersey, 8 de agosto de 1987) es un luchador profesional estadounidense. Actualmente trabaja para la empresa WWE, donde se presenta en la marca SmackDown bajo el nombre de Joe Gacy, además de ser miembro del stable The Wyatt Sicks. También es conocido por su trabajo en Combat Zone Wrestling (CZW).
Ruby es tres veces campeón mundial al haber logrado tres veces ser Campeón Mundial Peso Pesado de CZW. Otros logros e CZW fue haber logrado ser tres veces Campeón Wired Televisión de CZW. También apareció para Evolve, donde fue Campeón en Parejas de Evolve.

## Carrera

### Westside Xtreme Wrestling (2020)
El 8 de marzo de 2020, en el wXwNOW Showcase durante wXw 16 Carat Gold, Gacy derrotó a Anthony Greene en una lucha no titular, aplicándole una discus lariat.

### WWE (2020-presente)

#### NXT (2020-2024)
El 31 de agosto de 2020, se informó que Gacy había firmado un contrato con WWE, luego de la compra de Evolve por parte de la compañía en julio. El 7 de octubre, WWE anunció que se había presentado para entrenar en el WWE Performance Center, junto con otros cinco luchadores profesionales de Evolve. 
En el episodio del 2 de julio de 2021 de 205 Live, Gacy hizo su debut televisivo, derrotando a Desmond Troy para calificar para el Torneo Breakout NXT 2021. En el primer episodio estreno de NXT Level Up emitido el 18 de febrero, Gacy junto a Harland abrieron el nuevo show, presentando a Harland, siendo interrumpidos por Javier Bernal. la siguiente en Level Up, junto a Harland derrotaron a Jacket Time (Ikemen Jiro & KUSHIDA).
En NXT Spring Breakin', se enfrentó a Bron Breakker por el Campeonato de NXT, sin embargo perdió, después del combate The Dyad atacaron a Breakker llevándolo en camilla. En In Your House, se enfrentó aBron Breakker por el Campeonato de NXT con la estipulación de que sí Breakker era descalificado, pierde el título, sin embargo perdió, terminando así su feudo. 3 días después en NXT 2.0, mediante una promo grabada anunció que presentaría a su equipo The Dyad y la siguiente semana en NXT 2.0, The Dyad derrotaron a Dante Chen & Javier Bernal.
En el Level Up emitido el 20 de enero, derrotó a Odyssey Jones.

#### The Wyatt Sicks (2024–presente)
En el episodio del 17 de junio de 2024 de Raw, Gacy hizo su debut en el roster principal como miembro de The Wyatt Sicks. Gacy apareció usando una máscara de cerdo, personificando a Huskus the Pig Boy de la Firefly Funhouse de Bray Wyatt.

## Campeonatos y logros
- BriiCombination Wrestling
  - BCW Heavyweight Championship (1 vez)[13]
- Combat Zone Wrestling
  - CZW World Heavyweight Championship (3 veces)[14]
  - CZW Wired Championship (3 veces)[15]

- Evolve
  - Evolve Tag Team Championship (1 vez) – con Eddie Kingston[16]
- Dynamite Championship Wrestling
  - DCW No Limits Championship (1 vez)[17]
- East Coast Wrestling Association
  - ECWA Mid-Atlantic Heavyweight Championship (1 vez)[18]

- Ground Breaking Wrestling
  - GBW World Championship (1 vez)[19]
  - GBW Breaker Championship (1 vez)[20]
- Maryland Championship Wrestling
  - MCW Rage Television Championship (2 veces)[21]
- New York Wrestling Connection
  - NYWC Fusion Championship (1 vez)[22]
- NWA Force One Pro Wrestling
  - F1 Heavyweight Championship (1 vez)[23]
  - F1 Tag Team Championship (1 vez) – con Ryan Slater[24]

- Real Championship Wrestling
  - RCW Tag Team Championship (1 vez) – con Ryan Slater[25]
- Vicious Outcast Wrestling
  - VOW Anarchy Championship (1 vez)[26]
- We Want Wrestling
  - We Want Wrestling Championship (1 vez)[27][28][29]

- WWE
  - WWE Tag Team Championship (1 vez, actual) - con Dexter Lumis

- Pro Wrestling Illustrated
  - Ranked No. 199 of the top 500 singles wrestlers in the PWI 500 in 2020[30]